# John W. Stevenson

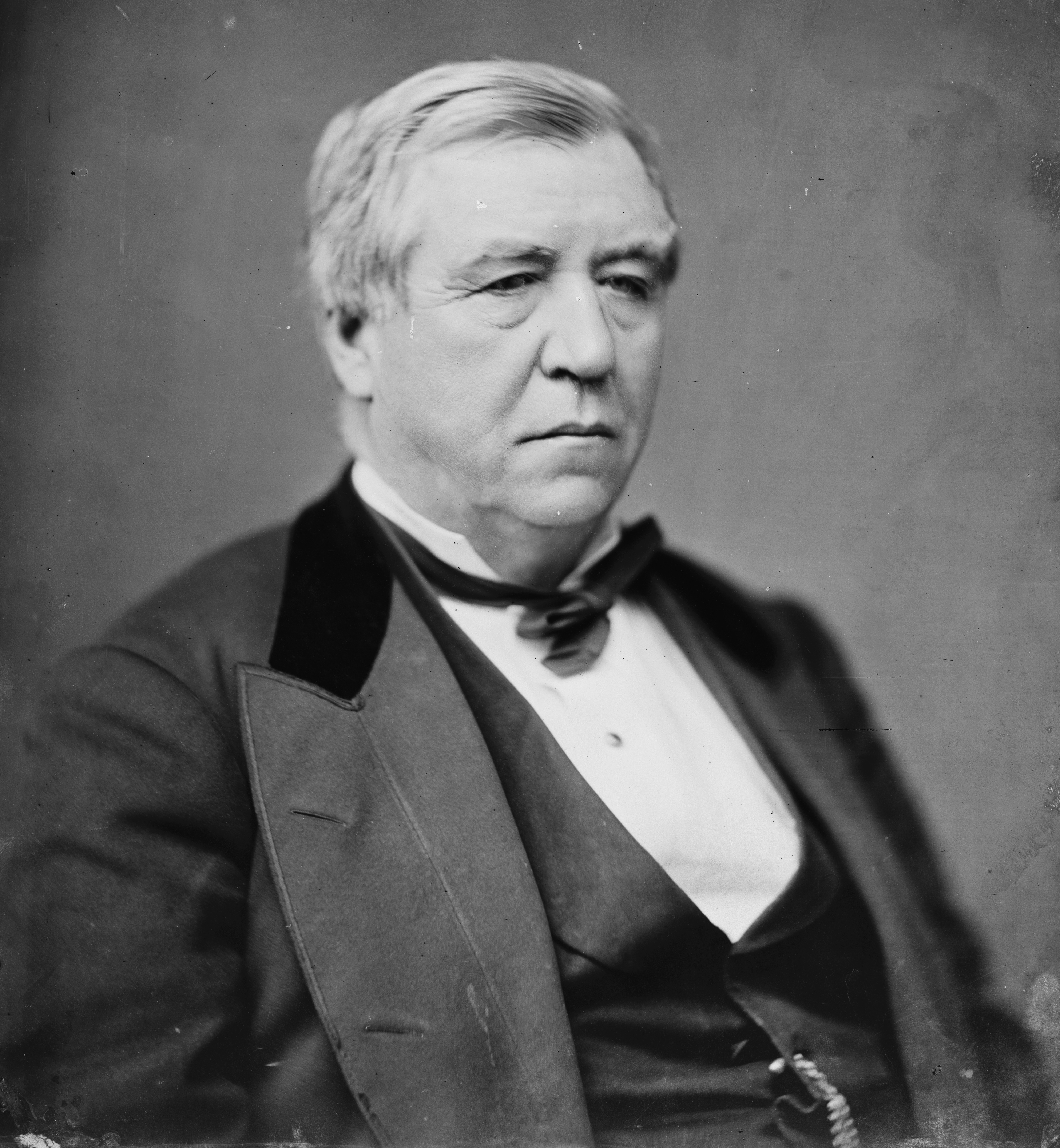
John W. Stevenson

John White Stevenson (* 4. Mai 1812 in Richmond, Virginia; † 10. August 1886 in Covington, Kentucky) war ein US-amerikanischer Politiker (Demokratische Partei), der den Bundesstaat Kentucky in beiden Kammern des Kongresses vertrat und von 1867 bis 1871 als dessen Gouverneur amtierte.

## Frühe Jahre und politischer Aufstieg
John Stevenson erhielt seine erste Schulausbildung in Virginia. Dort besuchte er die Hampden-Sydney Academy und die University of Virginia, die er 1832 erfolgreich absolvierte. Nach einem anschließenden Jurastudium ließ er sich vorübergehend in Vicksburg (Mississippi) als Anwalt nieder. Im Jahr 1841 verlegte er seinen Wohnort und Arbeitsplatz nach Covington in Kentucky.
Sein politischer Aufstieg begann 1845 mit seiner Wahl in das Repräsentantenhaus von Kentucky. 1846 und 1848 wurde er jeweils wiedergewählt. 1849 war er Delegierter auf der Konferenz zur Überarbeitung der Verfassung von Kentucky. Er war ebenfalls Delegierter zu den Democratic National Conventions in den Jahren 1848, 1852 und 1856. Zwischen 1857 und 1861 war er Abgeordneter seiner Partei im US-Repräsentantenhaus in Washington. Er war ein Verfechter der Rechte der Einzelstaaten gegenüber dem Bund. Während des Bürgerkrieges hielt er sich aber politisch sehr zurück.

## Gouverneur und US-Senator
Stevenson wurde 1867 zum Vizegouverneur von Kentucky gewählt. Gouverneur John L. Helm starb aber bereits fünf Tage nach seiner Amtseinführung und Stevenson fiel damit das Amt des Gouverneurs zu. Weil Helm schon so früh in seiner Amtszeit verstarb, wurde eine Neuwahl für das Amt des Gouverneurs ausgeschrieben. Diese gewann dann Stevenson mit deutlicher Mehrheit gegen den Republikaner Richard Baker. Zwischen dem 6. September 1867 bis zum 3. Februar 1871 amtierte er nun als Gouverneur. In dieser Zeit wurde in Kentucky das Bildungssystem erweitert und ein eigenes Ministerium (Bureau of Education) geschaffen. Der Gouverneur setzte sich auch für die Verbesserungen der Strafanstalten ein. Kentucky litt immer noch an den Folgen des Bürgerkrieges und der Gouverneur musste mehrfach die Nationalgarde gegen umherziehende Kriminelle einsetzten. Im Jahr 1870 durften erstmals Afroamerikaner in Kentucky wählen, was auch wieder zu Unruhen führte, weil sich nicht alle Weißen damit abfinden wollten. Stevenson trat am 3. Februar 1871 vom Amt des Gouverneurs zurück, um in den US-Senat einzuziehen, in den er zuvor gewählt worden war. Sein Nachfolger als Gouverneur wurde Preston Leslie.
Stevenson blieb bis 1877 im Senat. Dort wurde er Fraktionschef der Demokratischen Partei. Nach dem Ausscheiden aus dem Kongress lehrte er in Cincinnati Jura. Im Jahr 1880 war er Präsident des Nationalen Parteikonvents der Demokraten. Sein letztes Amt erhielt er 1884 als Präsident der amerikanischen Anwaltsvereinigung (American Bar Association). Er starb im August 1886. John Stevenson war mit Sibella Winston verheiratet, mit der er sechs Kinder hatte.